# Wapen van Elst
Het wapen van Elst toont het wapen van de voormalige gemeente Elst. De gemeente werd met het wapen bevestigd bij Koninklijk Besluit op 19 februari 1900. De omschrijving luidt:
"Doorsneden : I gedeeld : a) in rood een kruis van zilver (bisdom Utrecht), b) in blauw een roodgetongde en genagelde dubbelstaartige leeuw van goud (graafschap Gelre), II in goud het attribuut der H.Werenfried, kerkpatroon van Elst, namelijk een zwarte boot, waarin een dakvormige doodskist van houtkleur, met een zwart kruis op de deksel, de boot rustend op een stromend water, golvend gedwarsbalkt van vijf stukken, beurtelings blauw en zilver."

## Geschiedenis
Het wapen bestaat uit het wapen van Sticht Utrecht, de Gelderse leeuw en het kerkpatroon van Elst. Volgens overlevering zou er onenigheid zijn ontstaan tussen Elst en Westervoort over de plek waar de heilige Werenfridus begraven zou moeten worden. Men zou zijn doodskist in een bootje hebben geplaatst op de Rijn. Het bootje zou stroomopwaarts (!) zijn gevaren en in Elden blijven liggen. Daar hebben ze de kist op een ossenwagen geladen getrokken door Ossen die niet eerder een kar hadden getrokken. De wagen stopte uiteindelijk op de plek waar nu de kerk staat waar de heilige begraven zou liggen.
Op 1 januari 2001 werd de gemeente opgeheven en samengevoegd met de gemeenten Heteren en Valburg tot de nieuwe gemeente Overbetuwe. De doodskist van Elst werd als hartschild op het wapen van Overbetuwe geplaatst.

## Afbeeldingen

Sticht Utrecht
Graafschap Gelre
Wapen van Overbetuwe
Wapen van Elden